# Amtsgericht Bartenstein

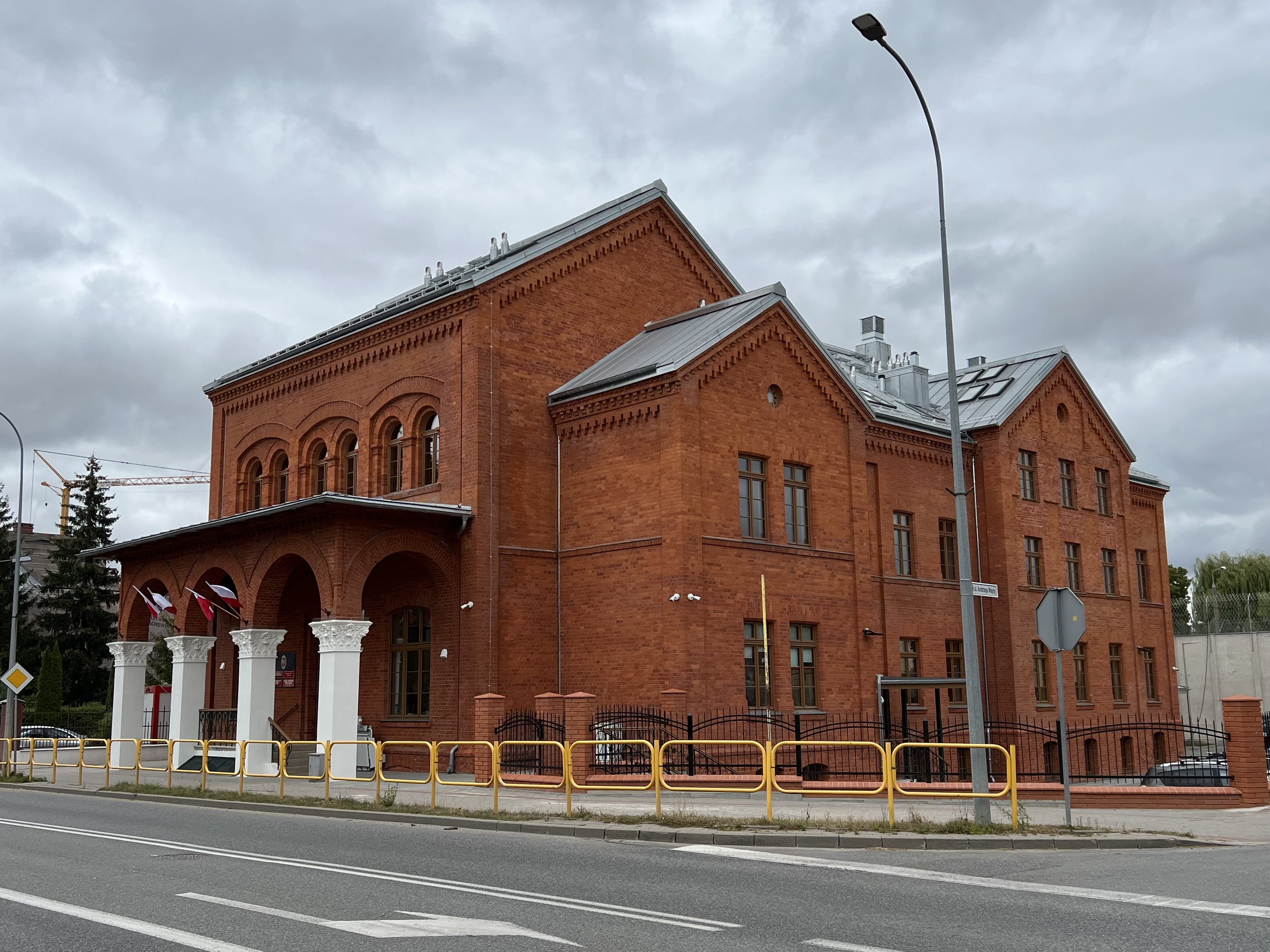
Gerichtsgebäude (2022)

Das Amtsgericht Bartenstein war ein preußisches Amtsgericht mit Sitz in Bartenstein, Ostpreußen.

## Geschichte
Das königlich preußische Amtsgericht Bartenstein wurde mit Wirkung zum 1. Oktober 1879 als eines von 17 Amtsgerichten im Bezirk des Landgerichtes Bartenstein im Bezirk des Oberlandesgerichtes Königsberg gebildet. Der Sitz des Gerichtes war Bartenstein. Sein Gerichtsbezirk umfasste den Kreis Friedland ohne die Teile, die den Amtsgerichten Domnau, Friedland und Schippenbeil zugeordnet waren sowie die Amtsbezirke Albrechtsdorf, Beisleiden, Borken, Reddenau und Tolks aus dem Kreis Preußisch Eylau. Am Gericht bestanden 1888 zwei Richterstellen. Das Amtsgericht war damit ein mittelgroßes Amtsgericht im Landgerichtsbezirk.
Im Jahre 1945 wurden der Amtsgerichtsbezirk unter polnische Verwaltung gestellt und die deutschen Einwohner vertrieben. Damit endete auch die Geschichte des Amtsgerichtes Bartenstein. Unter polnischer Verwaltung entstand das Sąd Rejonowy w Bartoszycach (1950–1975: Sąd Powiatowy w Bartoszycach).

## Gerichtsgebäude
Das Gericht hat seinen Sitz in der ul. Warszawska 7 in Bartenstein. Es wurde 1881 bis 1887 als Gerichtsgebäude mit Gefängnis erbaut und steht unter Denkmalschutz. Der damalige Straßenname war Heilsberger Straße. Benachbart war das Landgericht untergebracht. Auch Kanzleien von Rechtsanwälten hatten ihren Sitz in der Straße.